# Goswin Droste zu Vischering
Goswin Droste zu Vischering (* 1612; † 2. September 1680 in Münster) war Dombursar im Domkapitel Münster und Amtsdroste in Dülmen.

## Leben

### Herkunft und Familie
Goswin Droste zu Vischering gehörte als Sohn des Heidenreich Droste zu Vischering (* 1580, † 1643, Amtsdroste) und der Margaretha von Raesfeld († 1659) zum westfälischen Uradel Droste zu Vischering, eine der ältesten und bedeutendsten Familien im Hochstift Münster. Zahlreiche katholische Würdenträger sind aus diesem Familienstamm hervorgegangen. Von 1549 bis 1803 stellte dieser auch die Amtsdrosten in den Ämtern Ahaus und Horstmar, so auch Goswins Bruder Heidenreich.

### Werdegang
Am 10. Mai 1641 wurde er geweiht und erhielt die Tonsur. Nach einem Studium in Paris erhielt er am 29. August des Jahres die Dompräbende in Münster, nachdem sein Bruder Heidenreich verzichtet hatte. 1646 wurden ihm nach Verzicht seines Onkels Adolf Heinrich die Dompräbende in Osnabrück verliehen. Im Jahre 1653 war er als Nachfolger seines Onkels Gottfried Dombursar (verantwortlich für die Finanzen) und erhielt am 14. November 1656 die Subdiakonatsweihe.
Neun Jahre später trat er der Liebfrauen-Bruderschaft an der St. Aegidii-Kirche bei. Er wurde Hofrat und geistlicher Vater des Kapuzinerkonvents.
Im 1669 stiftete er ein Familienepitaph im Dom zu Münster. Als substituierter Amtsdroste in Dülmen (seit dem 9. August 1671) wollte er die mit dem Archidiakonat verbundene Propstei Dülmen übernehmen, was aber zunächst daran scheiterte, dass diese zur Domkellnerei gehörte. Domkellner Beverförde verzichtete auf diese, so dass der Fürstbischof ihn für dieses Amt zuließ unter der Bedingung, dass dies nur solange anhielt, wie kein neuer Domkellner die Propstei begehrt.
1680 kaufte er das Schloss Darfeld, das noch heute im Besitz der Familie ist.